# Клир Лејк (Висконсин)
Клир Лејк (енгл. Clear Lake) град је у америчкој савезној држави Висконсин.

## Демографија
По попису из 2010. године број становника је 1.070, што је 19 (1,8%) становника више него 2000. године.
| Група             | 2000.         | 2010.         |
| Белци             | 1.013 (96,4%) | 1.022 (95,5%) |
| Афроамериканци    | 0 (0,0%)      | 0 (0,0%)      |
| Азијати           | 2 (0,2%)      | 2 (0,2%)      |
| Хиспаноамериканци | 33 (3,1%)     | 30 (2,8%)     |
| Укупно            | 1.051         | 1.070         |